# ۴یو ۰۱۴۲+۶۱
۴یو ۰۱۴۲+۶۱ یک ستاره است که در صورت فلکی ذات‌الکرسی قرار دارد.